# Svalöv (commune)
La commune de Svalöv est une commune suédoise du comté de Scanie. 13 460 personnes y vivent. Son chef-lieu se situe à Svalöv.

## Localités principales
- Billeberga
- Kågeröd
- Röstånga
- Svalöv
- Teckomatorp
- Tågarp